# Гайді Роббіані
Гайді Роббіані (27 жовтня 1950) — швейцарська вершниця.
Бронзова призерка Олімпійських Ігор 1984 року в індивідуальному конкурі.